# Спотсильванія (округ, Вірджинія)
Шаблон:StateAbbr_ 38°11′ пн. ш. 77°39′ зх. д. / 38.18° пн. ш. 77.65° зх. д.
Округ  Спотсильванія (англ. Spotsylvania County) — округ (графство) у штаті  Вірджинія, США. Ідентифікатор округу 51177.

## Історія
Округ утворений 1721 року.

## Демографія
За даними перепису 2000 року загальне населення округу становило 90395 осіб, зокрема міського населення було 58977, а сільського — 31418. Серед мешканців округу чоловіків було 44532, а жінок — 45863. В окрузі було 31308 домогосподарств, 24635 родин, які мешкали в 33329 будинках. Середній розмір родини становив 3,22.
Віковий розподіл населення поданий у таблиці:
| Стать    | До 15 років | 15-21 | 22-29 | 30-39 | 40-49 | 50-65 | 65-85 | Понад 85 |
| -------- | ----------- | ----- | ----- | ----- | ----- | ----- | ----- | -------- |
| Чоловіки | 11790       | 4160  | 4049  | 7416  | 7407  | 6569  | 2950  | 191      |
| Жінки    | 10991       | 3933  | 4412  | 7993  | 7529  | 6620  | 3835  | 550      |

## Суміжні округи
- Калпепер — північ
- Стаффорд — північний схід
- Фредеріксбург (незалежне місто) — північний схід
- Керолайн — південний схід
- Гановер — південь
- Луїза — південний захід
- Орандж — захід, північний захід

## Виноски
1. ↑  U.S. Decennial Census. United States Census Bureau. Архів оригіналу за 12 травня 2015. Процитовано 5 січня 2014.
2. ↑  Historical Census Browser. University of Virginia Library. Архів оригіналу за 11 серпня 2012. Процитовано 5 січня 2014.
3. ↑  Population of Counties by Decennial Census: 1900 to 1990. United States Census Bureau. Архів оригіналу за 15 грудня 2013. Процитовано 5 січня 2014.
4. ↑  Census 2000 PHC-T-4. Ranking Tables for Counties: 1990 and 2000 (PDF). United States Census Bureau. Архів оригіналу (PDF) за 18 грудня 2014. Процитовано 5 січня 2014.
5. ↑  American FactFinder. Бюро перепису населення США. Архів оригіналу за 26 лютого 2012. Процитовано 31 січня 2008. [Архівовано 2008-05-21 у Wayback Machine.]

| США | Це незавершена стаття з географії США. Ви можете допомогти проєкту, виправивши або дописавши її. |